# エゴン・ピアソン
エゴン・シャープ・ピアソン （Egon Sharpe Pearson, 1895年8月11日 - 1980年6月12日）はイギリスの数理統計学者。有名な父カール・ピアソンの後を継いで統計学を研究し、イェジ・ネイマンとともに現代の推計統計学の中心的理論を造り上げた。

## 生涯
カール・ピアソンとマリア（旧姓シャープ）夫婦の間にロンドンのカムデン区ハムステッドで生まれた。ウィンチェスターカレッジを1914年に卒業し、その後ケンブリッジ大学トリニティカレッジで天体物理学を研究した。
しかし後に統計学に関心を移し、1921年にユニヴァーシティ・カレッジ・ロンドン(UCL)の父の研究室に入った。1925年ネイマンに会い、翌年から仮説検定理論の共同研究を開始した。また同時期にゴセットとも議論をしている。1931年にはアメリカでベル研究所のシューハートに会い、これをきっかけとして工業的品質管理の問題にも取り組んだ。
1933年に父が退官したあとエゴンが応用統計学部教授、ロナルド・フィッシャーが優生学部教授として後を継いだ。父の論敵であったフィッシャー（エゴンは父と違い彼の研究を尊重していたが）は今度はエゴンを攻撃し、論争はフィッシャーがロンドンを離れる1939年まで続く。1935年ウェルドン記念賞受賞。
第二次世界大戦中は軍事研究に従事し、1961年までUCL教授を務めた。晩年はケンブリッジ大学でも研究した。ネイマンとともに研究した仮説検定や信頼区間の理論は現代統計学の重要な柱となっている。
1955年ガイ・メダル金メダル受賞。1966年王立協会フェロー選出。1980年にサセックス州ミッドハーストで没した。